# Скъпо обещание
„Скъпо обещание“ (на английски: Stealing Harvard) е американска криминална комедия от 2002 г. на режисьора Брус Маккълох, по сценарий на Мартин Хайнс и Питър Толан, с участието на Том Грийн, Джейсън Лий, Лесли Ман, Меган Мълали, Денис Фарина, Ричард Дженкинс, Джон МакГинли и Крис Пен. Премиерата на филма е на 13 септември 2002 г. от „Сони Пикчърс Релийзинг“ под етикета „Кълъмбия Пикчърс“.